# Diecezja Plasencia
Diecezja Plasencia – łac. Dioecesis Placentina in Hispania – diecezja Kościoła rzymskokatolickiego w Hiszpanii.